# Derde Geneefse Conventie
De Derde Geneefse Conventie van 1949 (voluit Verdrag van Genève betreffende de behandeling van krijgsgevangenen afgekort GC III) is het derde van de vier Geneefse verdragen die in 1949 gesloten zijn. De officiële taalversies van het verdrag zijn Frans en Engels. De officiële Franse naam is Convention de Genève relative au traitement des prisonniers de guerre de Engelse luidt Geneva convention relative to the treatment of prisoners of war.

## Geschiedenis
De eerste versie van het verdrag dateert van 27 juli 1929 en trad in werking op 19 juni 1931. De reden voor het tot stand komen van de dit verdrag was voornamelijk de tekortkomingen van het Haagse Reglement die aan het licht kwamen in de Eerste Wereldoorlog, en die destijds voornamelijk door bilaterale afspraken werden verholpen. De preambule van het verdrag van 1929 sprak over het verder ontwikkelen van de principes van de Haagse vredesconventies.
Sinds Zuid-Soedan en Palestina het verdrag van 1949 respectievelijk op 25 januari 2013 en 2 april 2014 ondertekenden, is de conventie door 196 landen geratificeerd.

## Bepalingen
Krijgsgevangenen moeten:
- Humaan en met eerbied behandeld worden,
- Hun naaste verwanten en het Krijgsgevangenenagentschap van het Internationale Rode Kruis van hun gevangenschap kunnen inlichten,
- Regelmatig met hun naaste verwanten en bijstaanders kunnen corresponderen,
- Kleding, eetgerei en persoonlijke spullen kunnen bijhouden,
- Afdoende gevoed en gekleed worden,
- Gehuisvest worden op minstens gelijke voet als de vijandelijke soldaten,
- De medische en geestelijke zorg krijgen die ze nodig hebben,
- Betaald worden voor enig werk dat ze doen,
- Gerepatrieerd worden indien ze ernstig ziek of gewond zijn, waarna ze niet terug in militaire dienst mogen keren,
- Vrijgelaten en gerepatrieerd worden als de vijandelijkheden beëindigd zijn.

Hun mag niet:
- Andere informatie dan naam, leeftijd, rang en dienstnummer gevraagd worden,
- Geld en waardevolle zaken afgenomen worden zonder registratie en latere teruggave,
- Individuele privileges gegeven worden tenzij die verband houden met gezondheid, geslacht, leeftijd, rang of beroepskennis,

Ze mogen niet:
- In kleine cellen vastgehouden worden buiten de wet om. Beperkte bewegingsvrijheid om veiligheidsredenen kan wel,
- Gedwongen worden militair, gevaarlijk, ongezond of vernederend werk te doen.